# Paul Ramadier
Paul Ramadier (17. března 1888, La Rochelle – 14. října 1961, Rodez) byl francouzský politik, představitel Socialistické strany (Section Française de l'Internationale Ouvrière).
Roku 1947 byl premiérem Francie, vedl první kabinet tzv. Čtvrté republiky, který vytvořili socialisté, komunisté a křesťansko demokratické Mouvement Républicain Populaire. Kvůli sporům o přijetí Marshallova plánu a zahraničně-politické směřování Francie nakonec Ramadier komunisty z kabinetu vypudil a Marshallův plán přijal. Jeho vláda také čelila protikoliniální vzpouře na Madagaskaru. V letech 1946–1947 byl ministrem spravedlnosti, roku 1956 ministrem financí. Byl též dlouholetým starostou města Decazeville.